# Charlotte Ernst
Charlotte Motzfeldt Ernst Reichhardt (13. februar 1939 i København – 11. juni 1973 smst) var en dansk skuespillerinde.
Hun var gift med skuespilleren Poul Reichhardt og mor til Caroline, Frederikke, Henriette og Peter Reichhardt.
Indspillede kun tre film.
Hun døde i 1973 af leukæmi, 34 år gammel, og er begravet på Ordrup Kirkegård.

## Udvalgt filmografi
- Syd for Tana River – 1963
- Et døgn uden løgn – 1963
- Sikke'n familie – 1963